# 嶋中事件
嶋中事件（日语：／ Shimanaka jiken）又稱為風流夢譚事件（日语：／ Furyū mutan jiken)，是發生於1961年2月1日日本右翼份子攻擊中央公論雜誌社社長住所的事件。

## 經過
1960年12月號的《中央公論》雜誌刊載了深澤七郎的小說「風流夢譚」。在該篇小說中有日本皇太子與皇太子妃被民眾斬首的情節。此事引起日本右翼團體抗議，認為這是對皇室的不敬。日本宮內廳於1960年11月29日提出抗議。中央公論總編輯竹森清（／ Takemori Kiyoshi）於11月30日向宮內廳謝罪。但右翼份子的抗議活動未停。中央公論之後撤換了總編輯竹森清，並由社長嶋中鵬二（／ Shimanaka Hōji）兼任總編輯。
1961年2月1日，大日本愛國黨的成員、當時17歲的小森一孝於晚上9時15分前往中央公論雜誌社社長嶋中鵬二位於東京都新宿區市谷砂土原町的住宅，要找嶋中鵬二，但被告知社長不在家。小森一孝便侵入嶋中鵬二的住宅，重傷嶋中鵬二之妻嶋中雅子（／ Shimanaka Masako），並殺害傭人丸山加禰（／ Maruyama Kane）。小森一孝於2月2日向警方自首。
嶋中事件後，深澤七郎不得不躲藏到1965年。雖然新聞界仍有維護言論自由的呼聲，但在嶋中事件後，日本批評天皇制的陣營內部的自我審查程度大為增加。